# Karel Kozánek

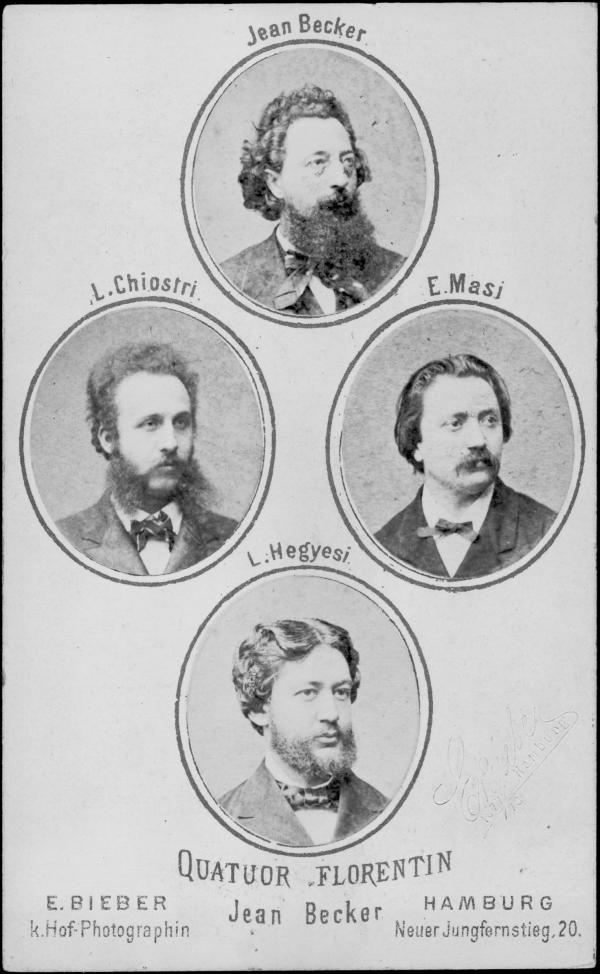
Florentinské kvarteto

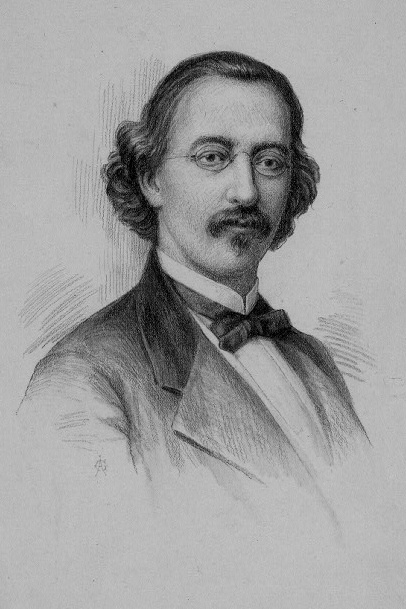
Florentinské kvarteto-Jean Becker

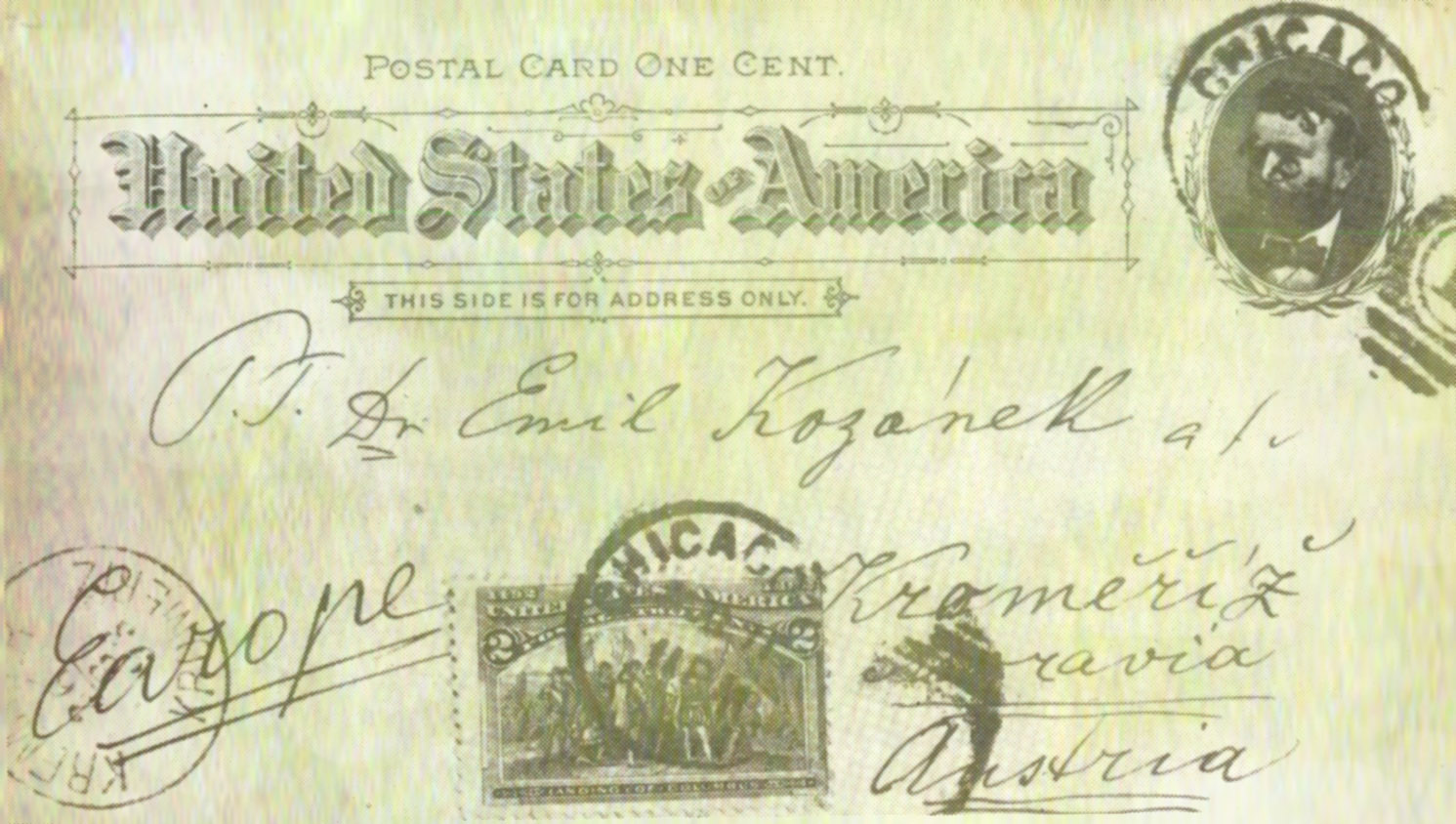
Zadní strana. Pohlednice Antonína Dvořáka ze Světové výstavy v Chicagu. Známka je ozdobena tématem vylodění Kryštofa Kolumba, "Landing of Columbus", jelikož výstava byla uspořádána k 400. výročí objevu Nového světa

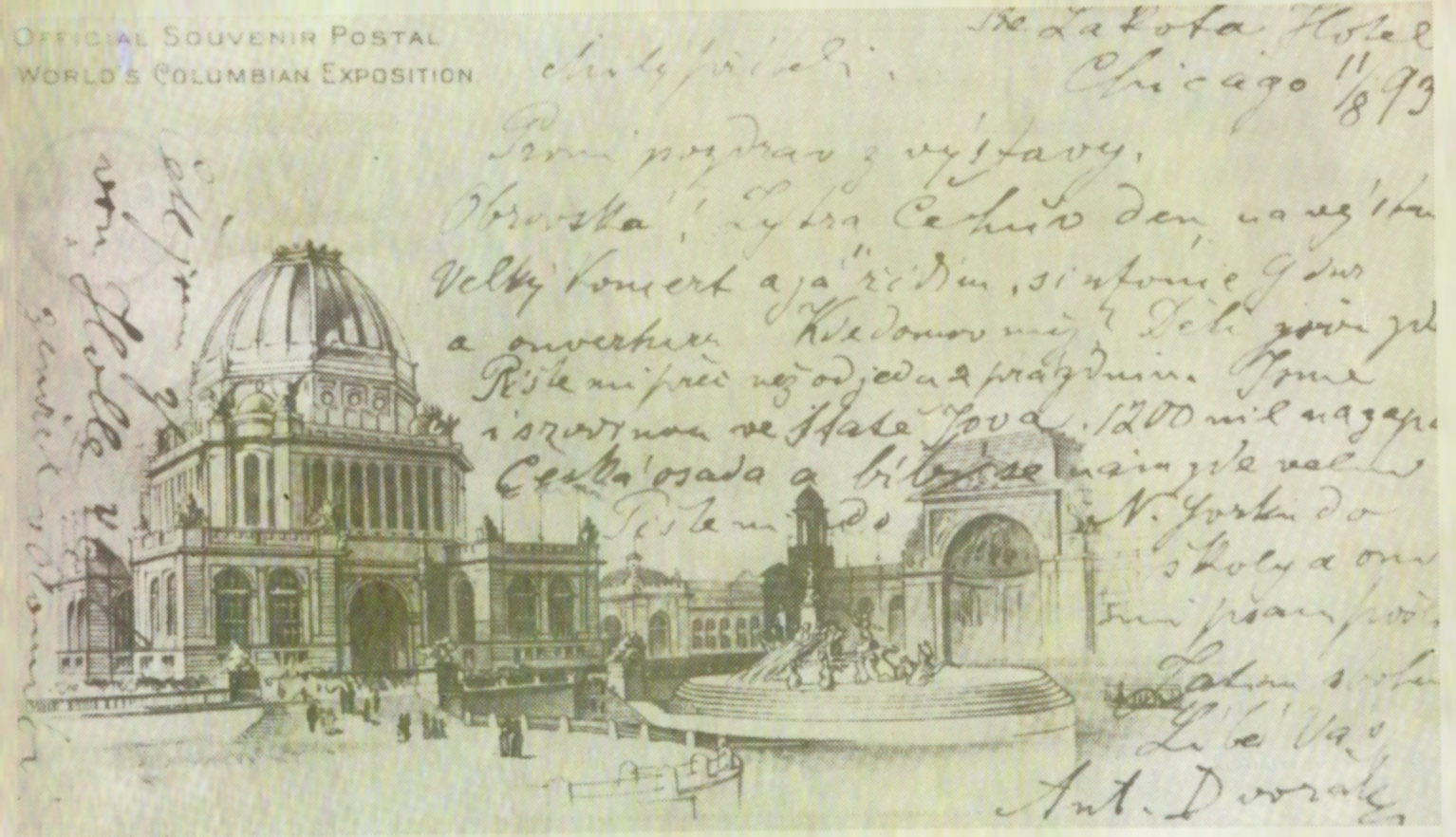
Text:Milý příteli, první pozdrav z výstavy. Obrovská!Zý(?)tra český den na výstavě. Velký koncert a já řídím simfonii G dur a ouverturu Kde domov můj. Děti jsou zde. Pište mi přec než odjedu z prázdnin. Jsme i s rodinou ve státě Iov(?)a. 1200 mil na záp. česká osada a líbí se nám zde velmi. Pište mi do N. Yorku do školy a ona mi psaní pošle. Zatím sbohem. Líbá Vás. Ant. Dvořák. (Na levé straně připsáno) Četl jsem ... von Holle... (Jindřich Maria Holle???) zemřel v Olomouci.

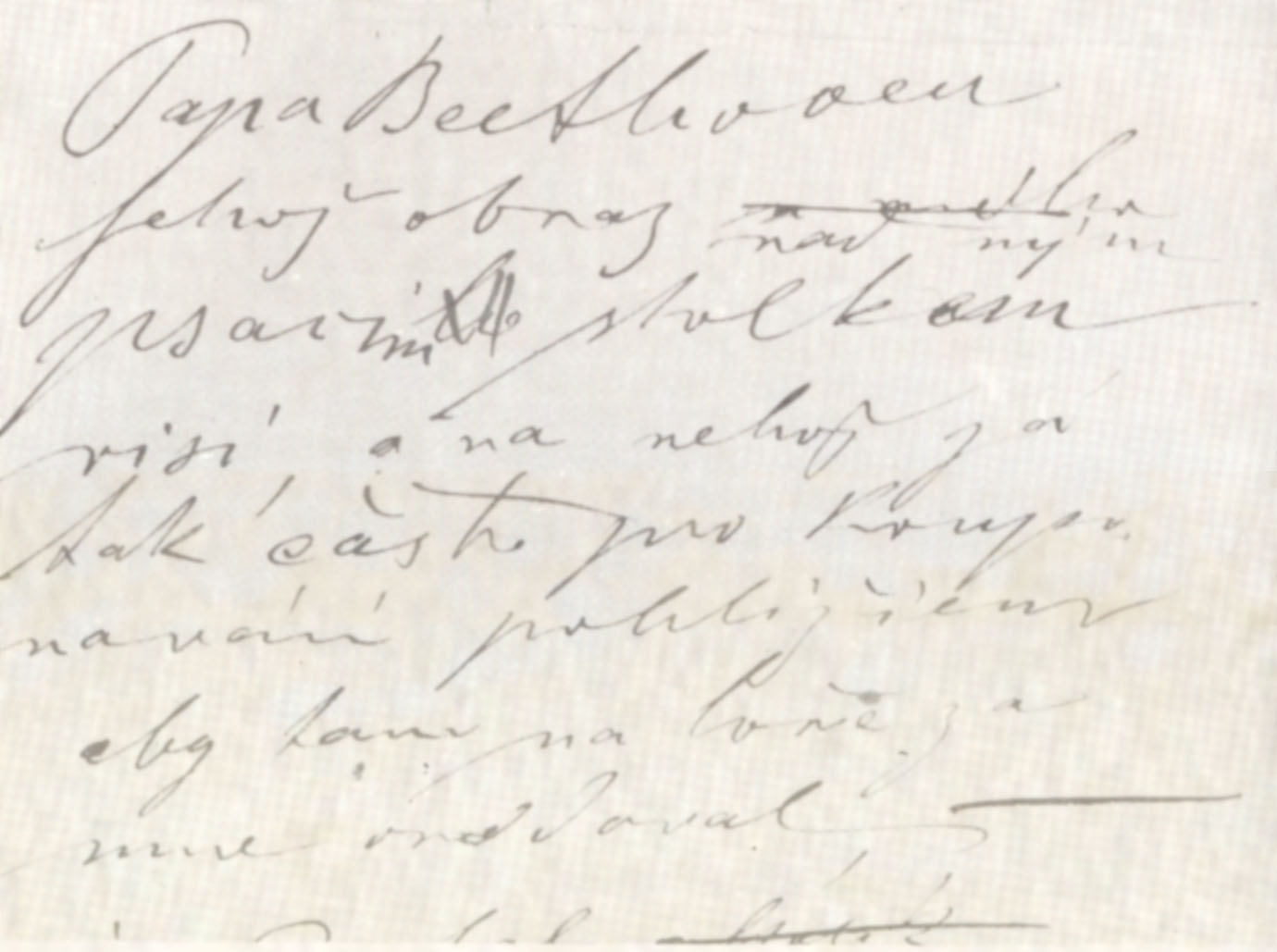
Antonín Dvořák píše Kozánkovi z Prahy Text: Papa Bethoveen, jehož obraz nad mým psacím stolem visí a na něhož já tak často při komponování "pohlížím" (?), aby tam nahoře za mne orodoval ...

Karel Kozánek, křtěný Karel Alexandr Cyril (5. března 1858 Kroměříž – 2. ledna 1941 Kyjov) byl advokát, činovník Sokola, hudební organizátor, přítel Antonína Dvořáka, klavírista, syn Jana Kozánka a dedeček chartisty a pozdějšího poslance za OH Petra Kozánka.

## Dětství
Karel Kozánek se narodil v rodině slezského advokáta a říšského poslance Jana Kozánka a jeho ženy Marie rodem Moschnerové. Jejich kroměřížská vila, často označovaná za patricijský dům, byla centrem kulturních besed a politických debat. Jedním z hostů v jejich domě byl např. rodinný přítel Antonín Dvořák. Není bez zajímavosti, že v Kroměříži v době jeho mládí hostovalo Florentinské kvarteto: primário Jean Becker, Mazi, Chiostri, Spitzer-Hegyesi. Toto nedostižné kvarteto, především v interpretaci klasických mistrů, pozval do Kroměříže roku 1879 Rudolf Thurn-Taxis, který stál v čele Hlaholu, Moravana, byl přítelem Bedřicha Smetany a demokraticky smýšlející šlechtic. Tenkrát se Kozánek obrátil pod jménem houslového mága Jeana Beckera, primária kvarteta, na Antonína Dvořáka, aby pro kvarteto napsal skladbu ryze českou. Dvořák vyhověl a sepsal: kvartet Es dur op. 51. Tedy díky Kozankovu malému "podvodu", který ve srovnání s obhajobou naprosto falešných rukopisů je spíše k pousmání má česká hudba jeden ze svých největších klenotů. Roku 1880 se kvarteto postupně rozpadlo. Jean Becker se vrátil do rodného Manheimu.

## Studia
- 1874–1880: Slovanské gymnázium v Olomouci. Jeho osudem se stali spolužáci Severin Joklík a Josef Klvaňa.
- 1880–1885: Právnická fakulta Univerzity Karlovy v Praze

## Činnost
V roce 1887 se přestěhoval z Kroměříže do Kyjova, kde se zapojil do skupiny kolem Čtenářského spolku, založeného v Kyjově roku 1864, a působil v něm po boku svého spolužáka ze Slovanského gymnázia v Olomouci, kterým byl moravský vlastenec MUDr. Severin Joklík, jenž působil na pozici městského radního. Tuto dvojici českých vlastenců a národních buditelů doplňoval Dr. Josef Galusek na postu starosty města. Vzkřísili skomírající činnost spolku Sokol, který byl založen v Kyjově roku 1871. Všechny tři osobnosti byly velmi silně národně založeny a městu se přezdívalo „Malé Srbsko“. Dr. Joklík v aféře s ruskými letáky v roce 1914 patřil mezi jedny z perzekvovaných, v roce 1915 zemřel po dlouhém psychickém vypětí, když si ve své ordinaci vrazil skalpel do srdce.
Roku 1888 byl předsedou jednoty Sokola zvolen Karel Kozánek, funkci vykonával až do roku 1928, tedy přesně čtyřicet let, náčelníkem byl jeho přítel ze studií v Praze Dr. Severin Joklík. Po Kozánkově předsednictví se stal předsedou Matěj Urban, který byl za heydrichiády popraven nacisty. Během své dlouholeté činnosti uspořádal v Kyjově celou řadu oslav, podniků, nejvýznamnější je z roku 1921, kdy bylo padesáté výročí založení a župních cvičení se zúčastnily soubory z Francie, Jugoslávie a Spojených států. Slavnosti doplňovala velká národopisná výstava, divadelní představení Mrštíkovy Maryši, Jízda králů. Byla vzorem pro další velké národopisné podniky, a poté se v Kyjově konaly tradičně „Slovácké roky“, které se udržely dodnes. Za národopis pravděpodobně Kyjov vděčí svému gymnáziu a jejímu profesorskému sboru.
Když bylo v roce 1889 v Kyjově otevřeno klasické obecní gymnázium, prvním ředitelem se stal Kozánkův přítel a bývalý spolužák profesor Josef Klvaňa, kterého se Kozánkovi podařilo do Kyjova přivést z Uherského Hradiště, a Klvaňovo jméno dodnes kyjovské gymnázium nese. Kozánek svými intervencemi dosáhl, že gymnázium se stalo prvním reálným státním gymnáziem v kraji. Národopisec, etnograf a v neposlední řadě vědec Josef Klvaňa, tvůrce první geologické mapy Moravy a Slezska a později Království českého, doplnil kulturní život Kyjova velmi významně o svůj evropský přehled. Byl spoluiniciátorem cesty Augusta Rodina na Moravu roku 1902, a Rodinovy cesty do nedaleké Hroznové Lhoty, kde měl ateliér Joža Úprka. Doprovod tvořil malíř Alfons Mucha, sochař Josef Mařatka a další. Auguste Rodin byl cestou nadšen a prohlásil tento kraj za helénské Řecko- Helladu.
V srpnu roku 1892 se K. Kozánek v Hukvaldech oženil s Annou Kovaříkovou.
Roku 1926 Karel Kozánek iniciativně nechal zbudovat novou sokolovnu, s kinem a hřištěm.

## Hudební aktivity
Kozánek byl hudebně spjat s osobou Leoše Janáčka, Antonína Dvořáka. Byl vynikajícím klavíristou. Jeho hudební znalosti se promítaly i do členství ve spolcích jako Moravan, Občanská beseda. Harmonizoval moravské lidové písně.

## Moravský pakt 1905
Byl jedním z poradců spolutvůrců Moravského paktu.

## Úmrtí
2. ledna 1941 zemřel v Kyjově jako významný člen místní politiky a kultury, advokát a hudebník. Pohřben byl na kyjovském hřbitově u kaple sv. Josefa v rodinné hrobce, později při rušení hřbitova přenesené na nové městské pohřebiště v Kyjově-Nětčicích.

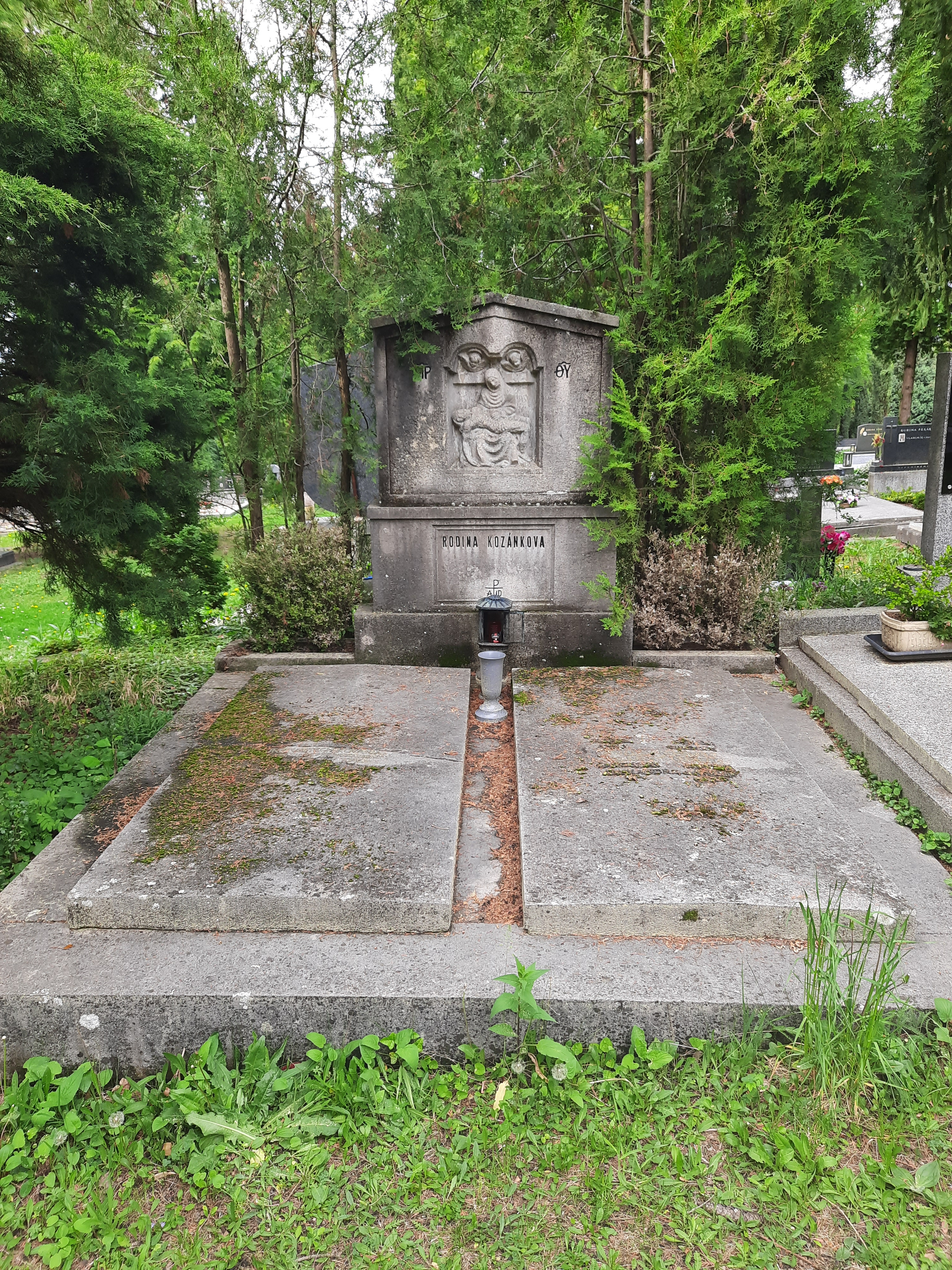
Hrobka rodiny Kozánkovy na městském hřbitově v Kyjově-Nětčicích

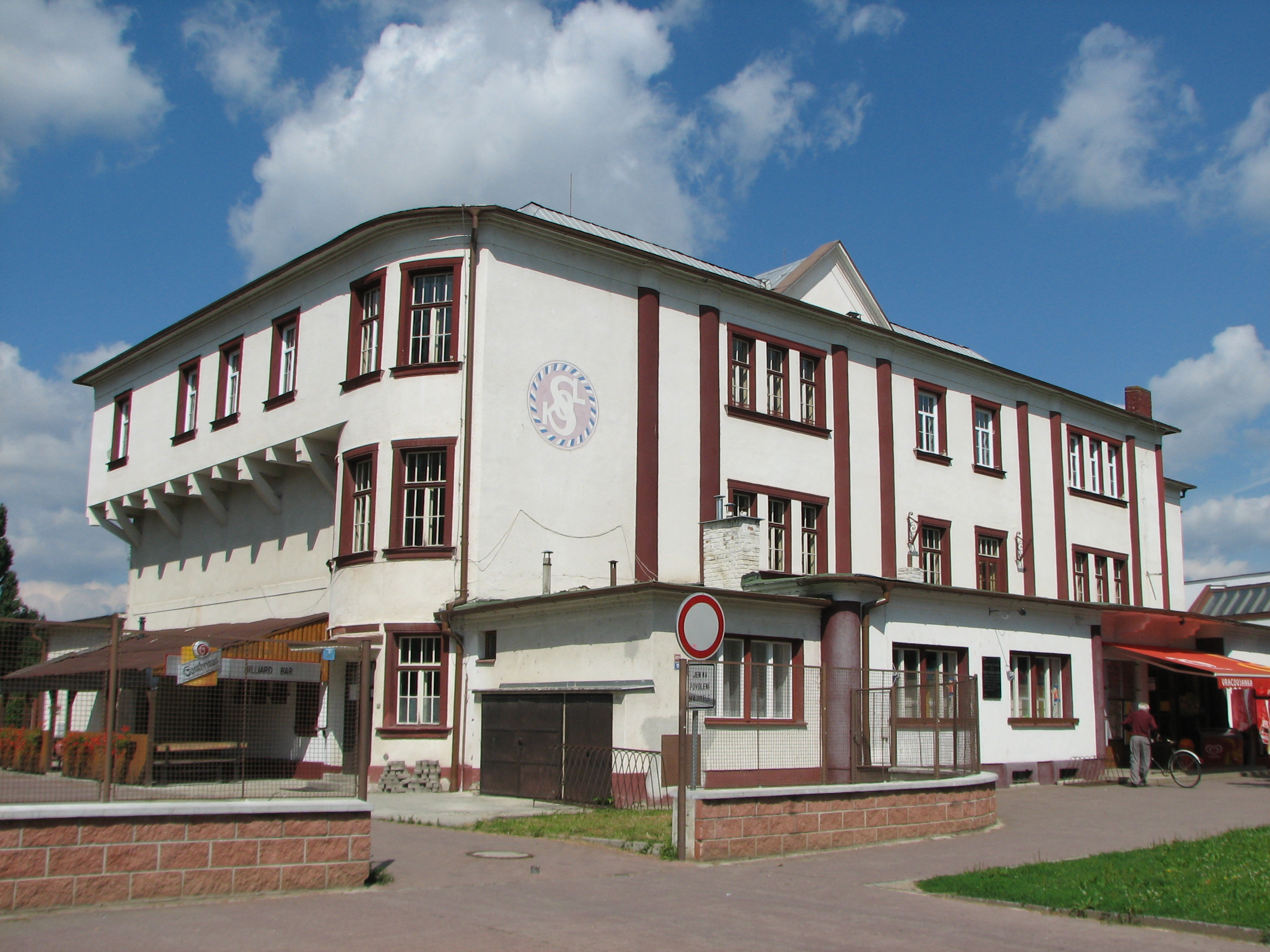
Sokolovna v Kyjově vybudovaná Karlem Kozánkem roku 1926

Významný je jeho přínos pro československý Sokol. Vzhledem k perzekucím, které v Kyjově vypukly během první světové války, je pravděpodobné, že byl členem protirakouské Maffie.